# 赫恩基兴-锡格茨布伦
赫恩基兴-锡格茨布伦（德語：Höhenkirchen-Siegertsbrunn，發音：[høːənˈkɪʁçn̩ ˈziːɡɐtsˌbʁʊn]）是德国巴伐利亚州上巴伐利亚行政区慕尼黑县的市镇，面积23.77平方千米，2023年12月31日人口为11,417人。

## 友好城市
- 法國 谢鲁瓦（1967年）
- 義大利 蒙特马尔恰诺（2005年）